# Escola Japonesa de Manaus
Escola Japonesa de Manaus (マナオス日本人学校 Manaosu Nihonjin Gakkō) är en japansk skola i staden Manaus, Brasilien. Skolan, som har studenter mellan åldrarna 6 och 15, har 15 brasiliansk-japanska studenter och 12 japanska studenter från och med 2013. Skolan grundades för att utbilda barn till japanska affärsmän som jobbar i Manausområdet. 